# Szent György
Szent György (271 körül – 303. április 23.) római kori katona és keresztény vértanú, egyike a leghíresebb katonaszenteknek. Leginkább a sárkányt legyőző lovag képében ismert, emellett több ország és város védőszentjeként is tisztelik. Egyike a tizennégy segítőszentnek. A György-legenda azt a keresztény meggyőződést fejezi ki, hogy a hit megszünteti a démonok uralmát, és a gonoszt minden alakjában legyőzi.
Életének történetét és alakját a mai kutatók nem tekintik valóságnak. Az 5. században még Gelasius pápa is kijelentette, hogy György egyike azoknak a szenteknek, "akiknek tetteit csak Isten ismeri".

## Élete
Előkelő kappadókiai családból származott. Diocletianus császár alatt hadiszolgálatba lépett. Kiváló kardforgató képességének és más tulajdonságainak is köszönhetően hamar magas pozícióba jutott. Ám amikor a császár a keresztényeket üldözni kezdte, lemondott hivataláról, és ellene fordult. Emiatt börtönbe vetették, és miután a legkegyetlenebb kínzásokkal sem bírták őt hitétől eltéríteni, 303-ban kivégezték.

## Emlékezete
- Mind a keleti, mind a nyugati egyház vértanúját tiszteli benne.
- A világon számos földrajzi hely viseli nevét (pl. Szent György-hegy a Balatonnál).
- Magyarországon számos helység van róla elnevezve (pl. Dunaszentgyörgy, Szentgyörgyvölgy, Borsodszentgyörgy, Jászalsószentgyörgy, Jászfelsőszentgyörgy, Iszkaszentgyörgy stb.) és számos templom védőszentje (pl. a soproni Szent György-templom, Dozmat Szent György temploma, Dinnyés Szent György-temploma stb.). Egy székesfehérvári kórház patrónusa is, mely a Dunántúl legnagyobb kórháza.
- Erdélyben is számos község viseli nevét (pl. Torockószentgyörgy az egykori Torda-Aranyos Vármegyében) és számos régi templom patrónusa Szent György (pl. a ma már református, de a középkorban katolikus Szent György-templom Sepsiszentgyörgyön
- Ő a védőszentje többek között Angliának, Portugáliának, Aragóniának, Katalóniának, Litvániának, Szerbiának, Görögországnak, Grúziának és Etiópiának, csakúgy, mint Barcelona, Moszkva, London, Freiburg im Breisgau, Ljubljana, Genova, Ferrara, Reggio Calabria, Isztambul és Bejrút városainak.

## A művészetben

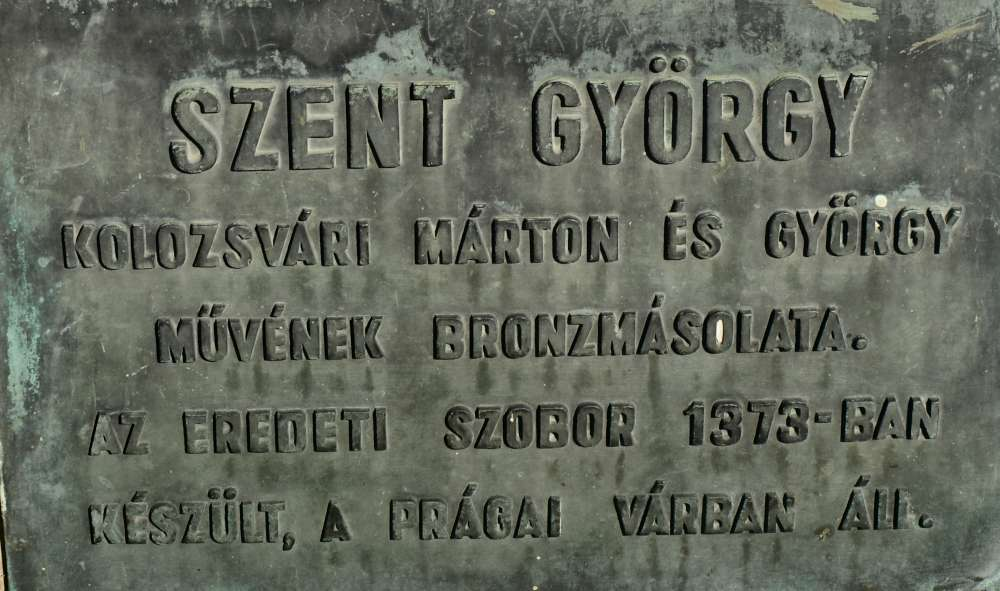
Sárkányölő Szent György szobrának felirata Budapest, I. ker., a Halászbástya lépcsősora

A legenda szerint megölt egy sárkányt, ezért szép páncélozott lovon ülő és dárdájával sárkányt ölő ifjúnak szokás ábrázolni.
A leghíresebb Szent György-szobor, a Kolozsvári testvérek 1373-as alkotása, Prágában áll. Másolata Kolozsváron, a Farkas utcai református templom előtt áll. Egyik későbbi, köztéren felállított példánya a Halászbástya lépcsőjénél, egy harmadik pedig az Epreskertben látható. Negyedik másolata Szegeden áll, a Rerrich Béla téren. Megtalálható kiállított példánya a Magyar Nemzeti Múzeumban és a Budapesti Műszaki és Gazdaságtudományi Egyetemen is.
Tbilisziben az ortodox egyház tanításai és előírásai ellenére is szobrot emeltek neki.
Gyakran ábrázolják címereken (pl. Oroszország, Moszkva vagy Grúzia címerének is ő a főalakja), de megjelenik pénzérméken is (az orosz rubel váltópénzén, a kopejkán). A Szent György kereszt – fehér alapon piros kereszt – több ország zászlaján is megjelenik, például az angol vagy a grúz lobogón. Az Orosz Birodalom által 1807-ben alapított.Szent György-keresztet 1913-ig a harcmezőn hősiesen helytálló katonák elismeréseként adományozták. 

### Lovagrendek patrónusa
Több lovagrendnek patrónusa, így a magyar alapítású Szent György Lovagrendé is. A muszlim kultúrkörben Szent Dserdsis néven tisztelik (legfőképp Moszulban). Dserdsisról azt tartják, hogy negyvenszer állta ki a tűzpróbát.
Sárkányölő Szent György évszázadokon át a lovagok, fegyverkovácsok, lovaskatonák és a vándorlegények patrónusa volt. A jelenben a cserkészeké és a rendőröké.

### Ünnepe
A Szent György-nap Európa nagy részén ősi pásztorünnep, az állatok első kihajtásának a napja. Gonoszjáró nap, ezért a kerítésre, ajtókra tüskés ágakat tesznek, hogy a boszorkányokat távol tartsák. Az állatokat – az ártó szellemek, a rontás elkerülése végett – Szent György-napi tűzön hajtják keresztül, hogy a füsttől megtisztuljanak.
- április 23. – a keresztény egyházak többségében[2]
- április 24. – Magyarországon és Csehországban (az Egyesült Királyságban is, ha április 23. vasárnapra esik)
- május 6. – a Juliánus-naptárhoz ragaszkodó ortodox egyházakban
- november 23. – a grúz egyházban

## Galéria

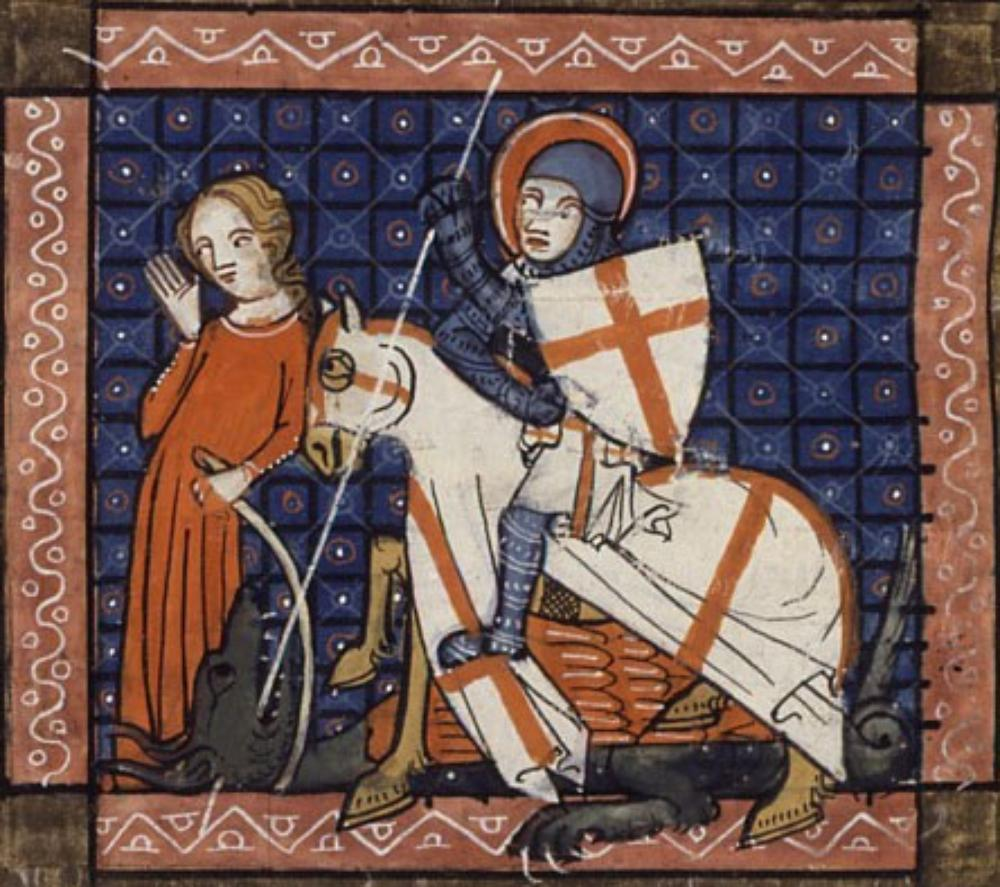
Szent György és a sárkány miniatúra, Legenda aurea, 1348.
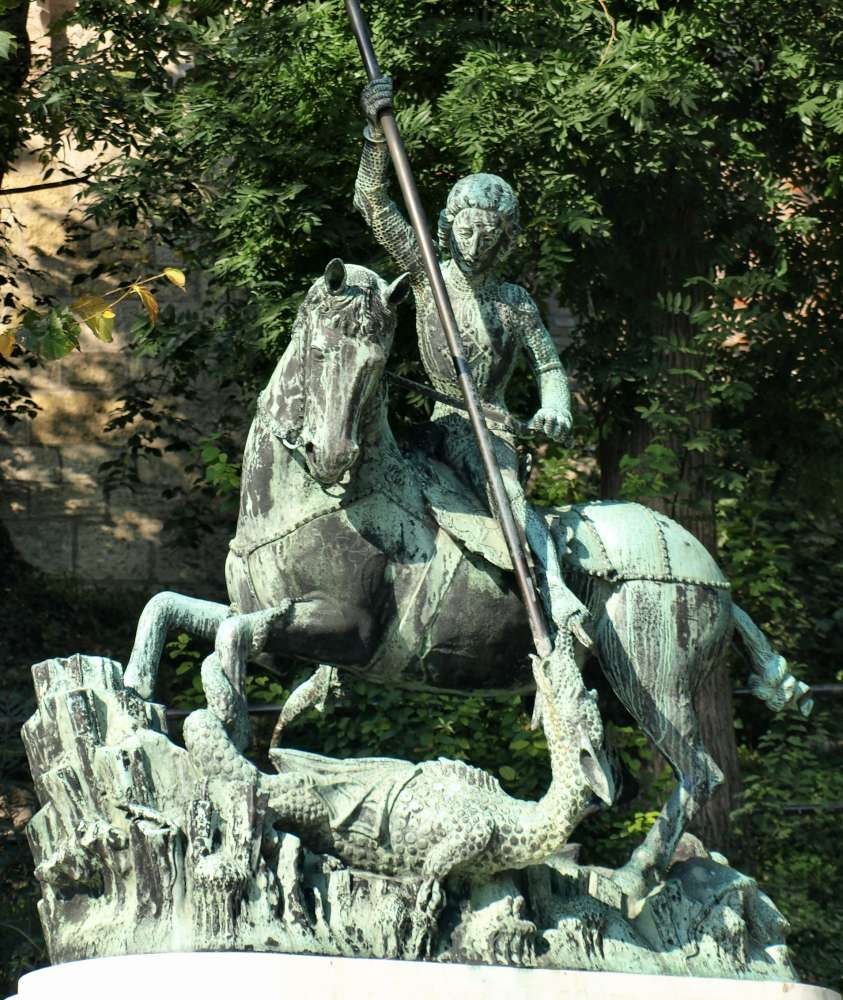
Szent György és a sárkány – Budapest, Halászbástya
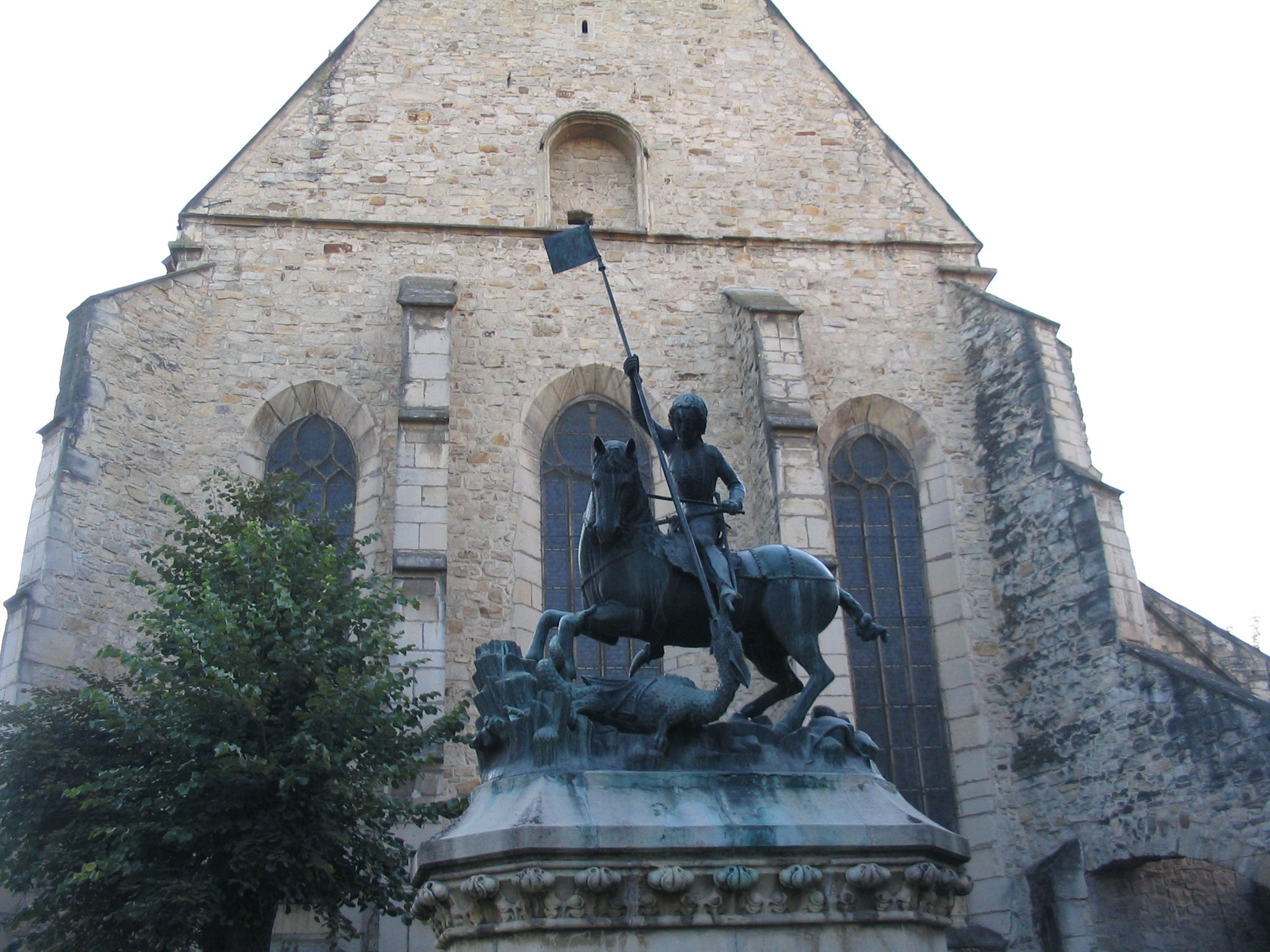
Kolozsvár, Farkas utca
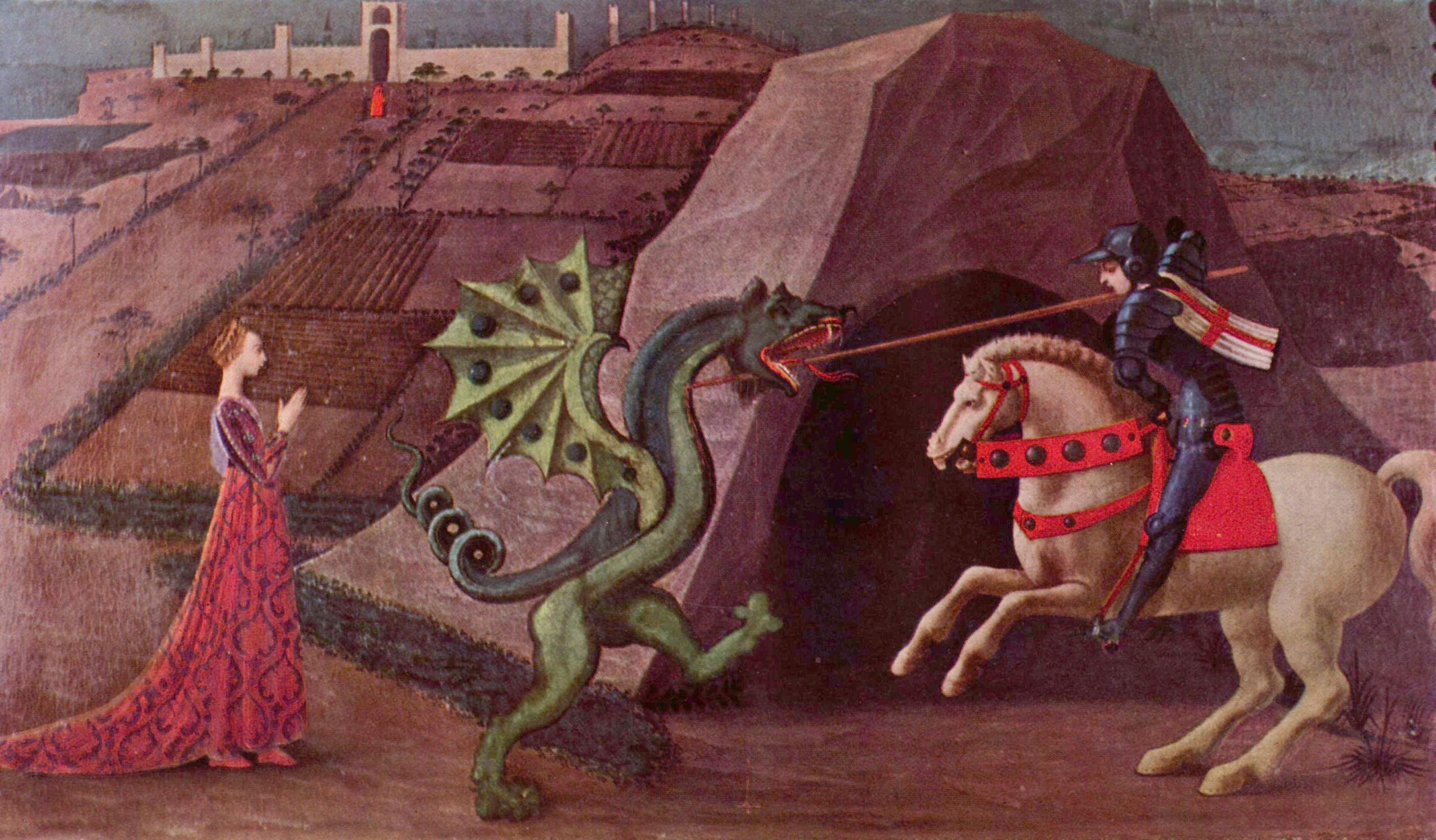
Szent György és a sárkány – Paolo Uccello, 1460 körül
Moszkva címere
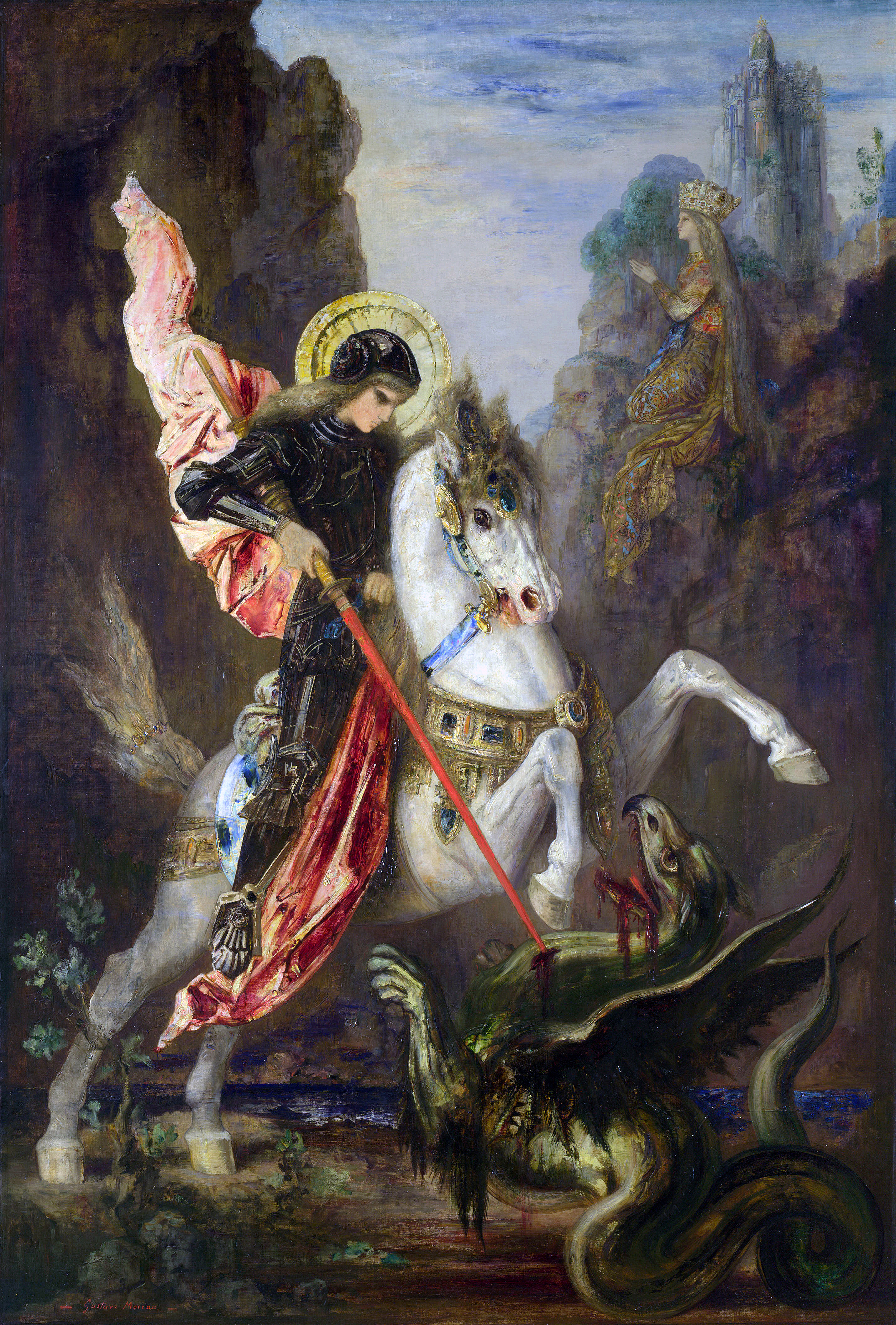
Szent György – Gustave Moreau
Sepsiszentgyörgy
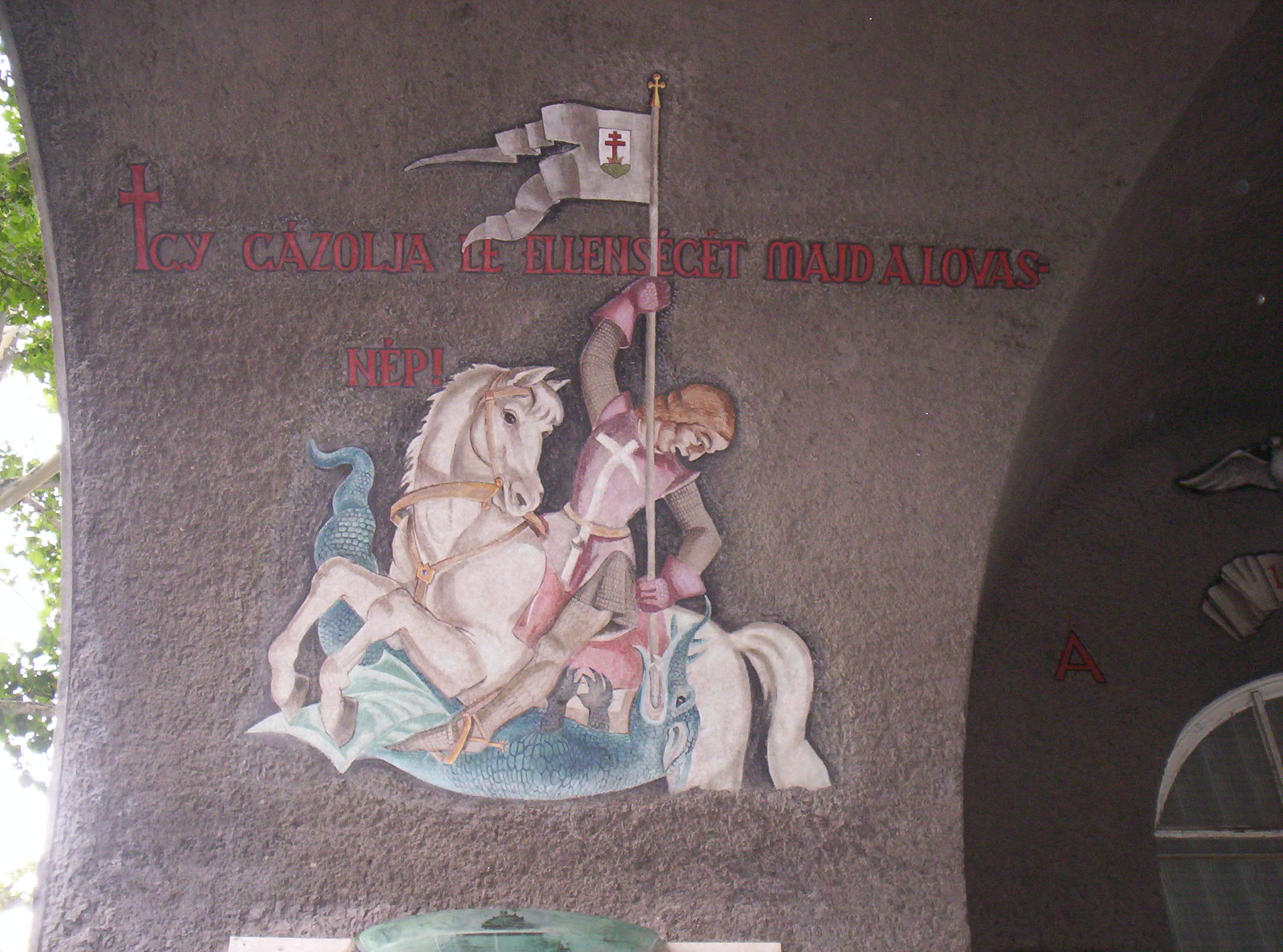
Aba-Novák Vilmos freskója Szegeden (1937)
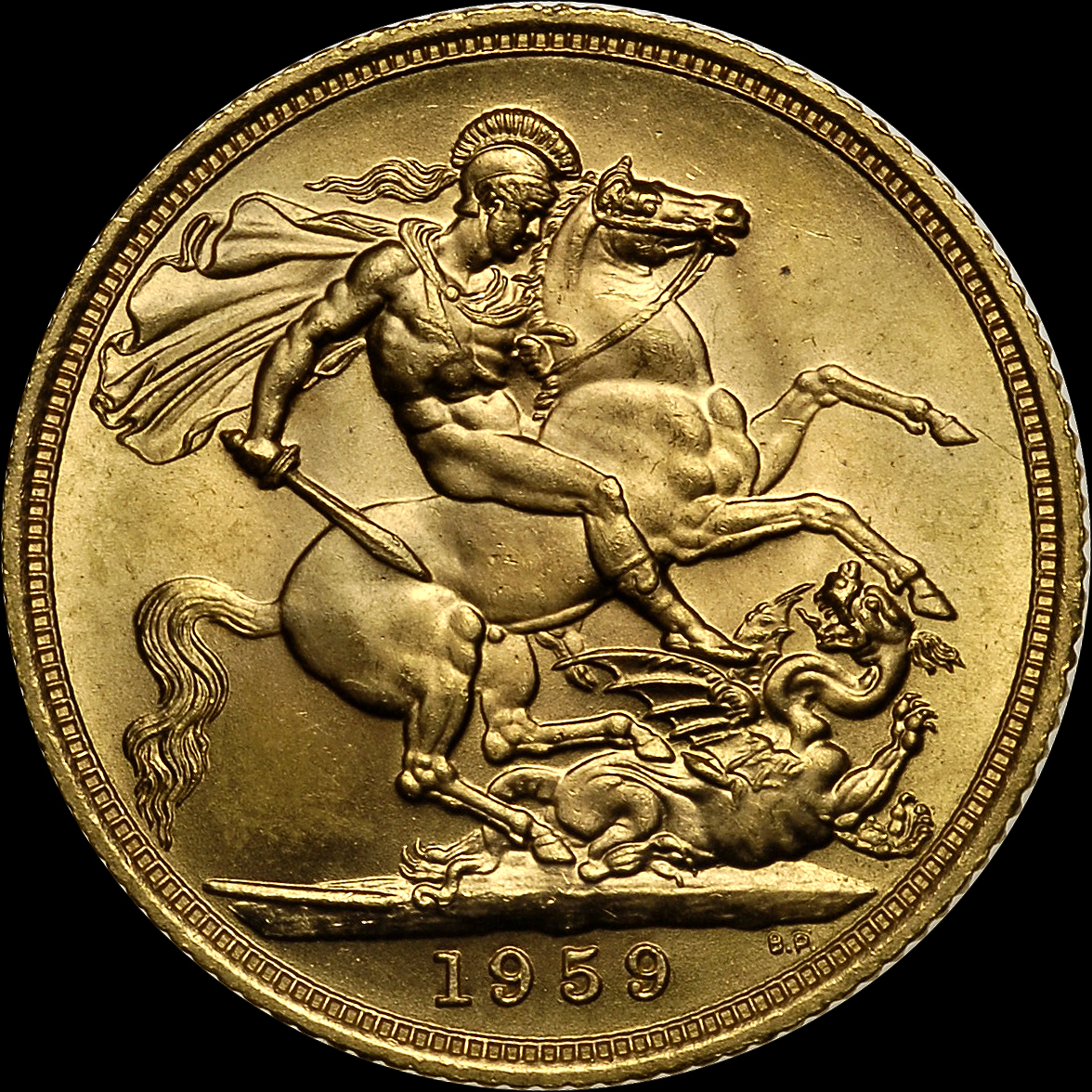
Szent György a brit sovereign arany pénzérmén, Benedetto Pistrucci (1783-1855) legendás ábrázolásában
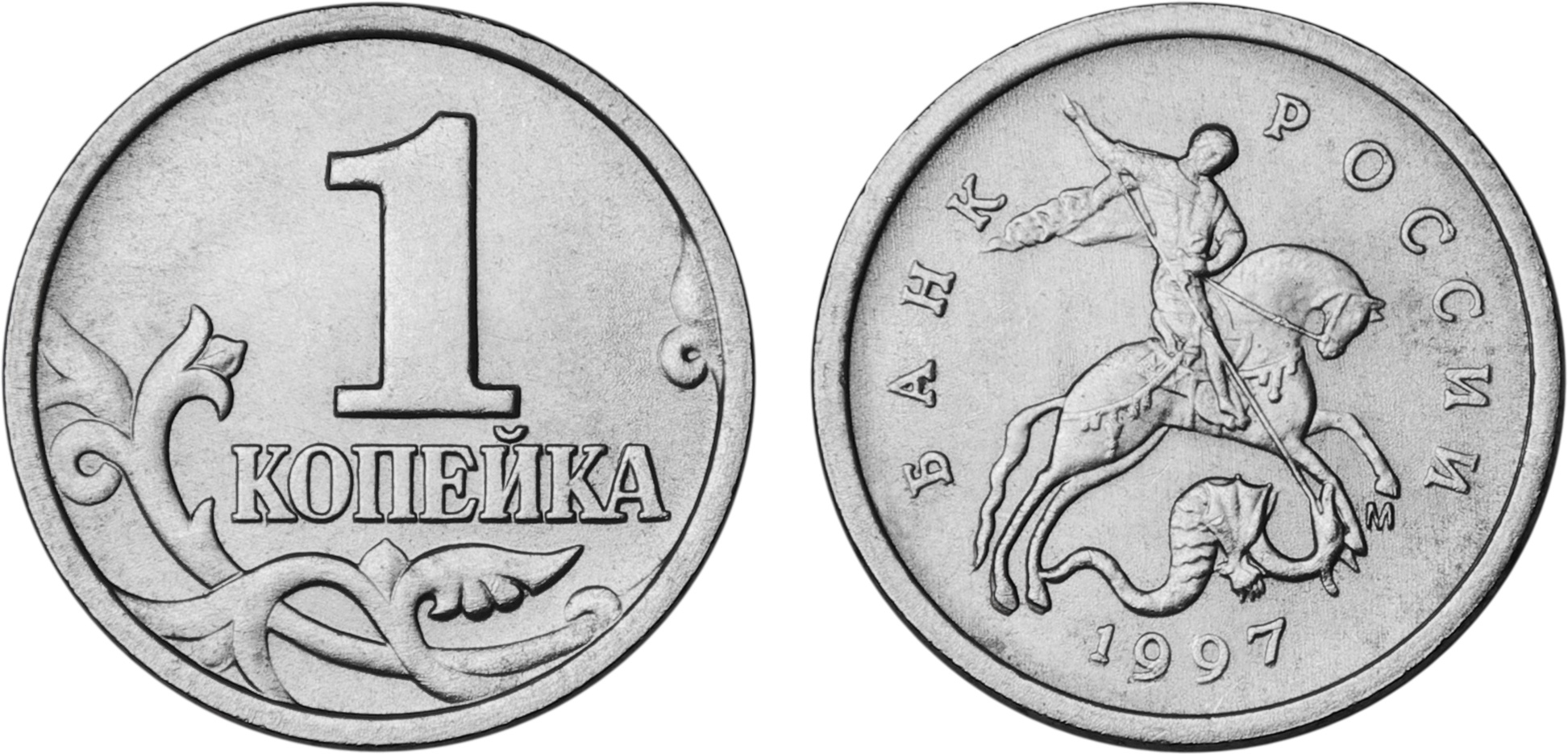
1 kopejka, orosz váltópénz